# Cecilia (chanson)
Pour les articles homonymes, voir Cécilia.
Pistes de Bridge over Troubled Water
El cóndor pasa (If I Could) Keep the Customer Satisfied
Cecilia est une chanson en anglais écrite par le musicien américain Paul Simon et interprétée par le duo Simon et Garfunkel en 1970.
Elle figure sur le cinquième et dernier album studio du groupe, Bridge over Troubled Water, et sur le 45-tours éponyme (avec "The Only Living Boy in New York" en face B) ... qui s'est, à sa sortie, hissé à la quatrième place dans les hit-parades musicaux américains.

## Reprises
- La chanson a été adaptée en français par Pierre Delanoë et chantée par Joe Dassin en 1970.
- Elle a aussi été reprise en 1995 par Graham McPherson, alias Suggs (né le 13 janvier 1961 à Hastings, chanteur du groupe de ska britannique Madness) ... avec, pour cet enregistrement, Louchie Lou & Michie One.
- En dehors de ces deux reprises majeures, la chanson a été interprétée par un bon nombre d'artistes internationaux, dont Harmony Grass (en) (1970), New Wave Band & Derek Leckenby (1971), Vlada i Bajka (1971), Smokey Robinson & The Miracles (1971), ABBA (1972), Times Two (1988), Björn Again (1993), The Hobos (2004), Jesse Cook & Jeremy Fisher (2009), Local Natives (2009), Gaelic Storm (2010), James Last (disque "Beachparty" en 2010), The Vamps (2014) ....